# 자니 롱고

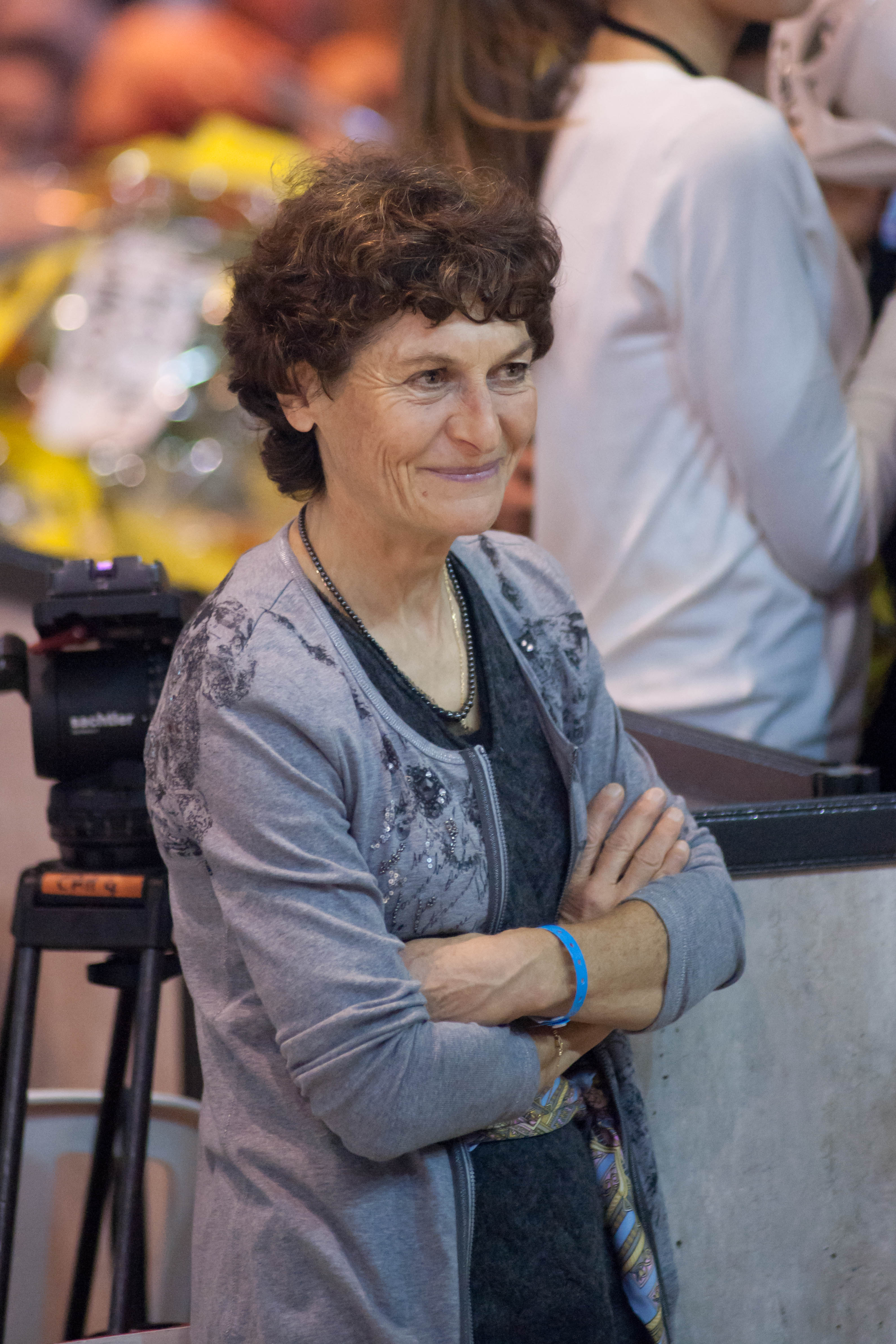
자니 롱고

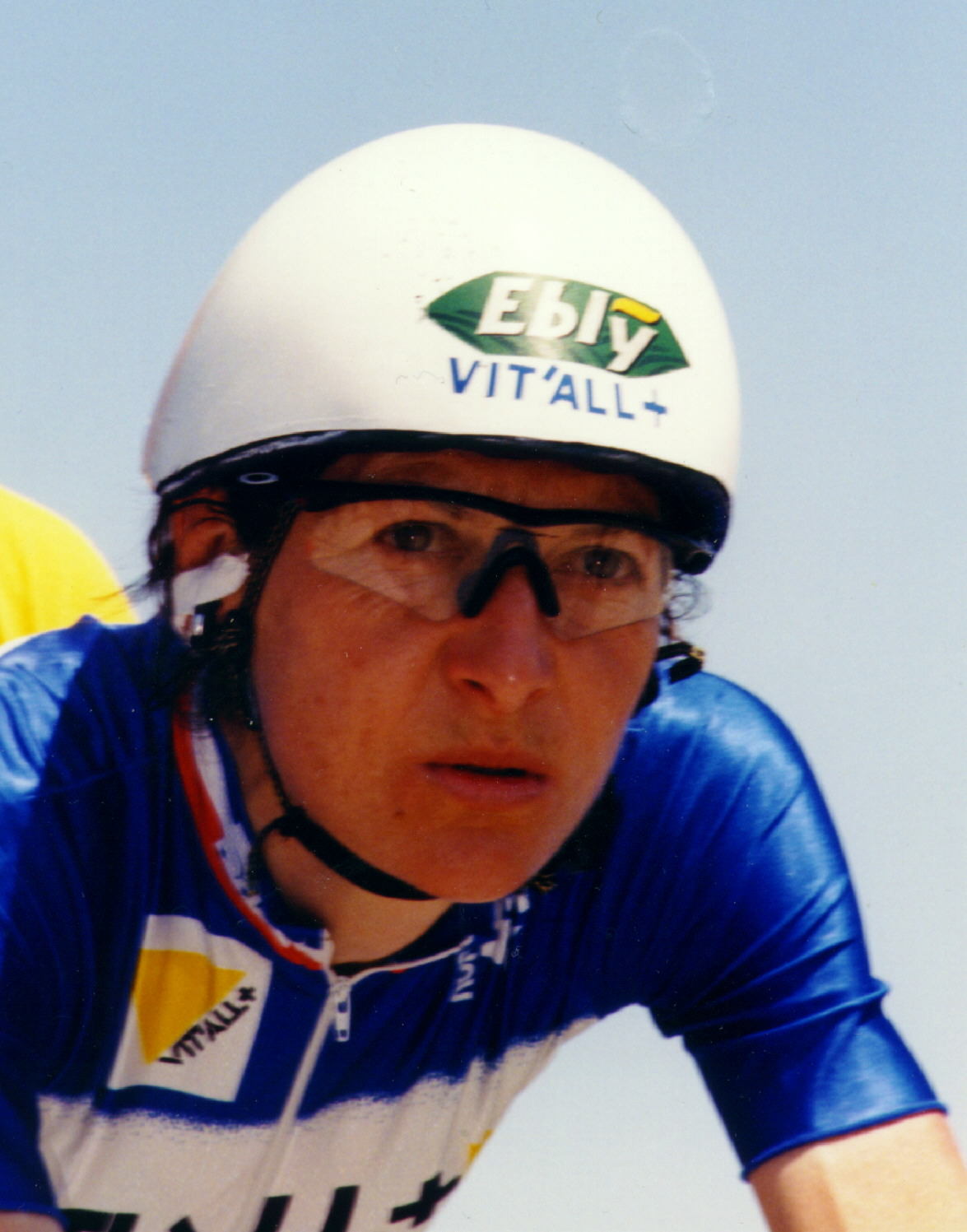

자니 롱고(Jeannie Longo, 1958년 10월 31일 ~ )은 프랑스의 사이클 선수이다.
롱고는 프랑스 오트사부아주 안시에서 태어났다. 그녀는 스키 선수로서 운동을 시작했다. 프랑스 학교의 스키 선수권 대회와 3번의 대학 스키 선수권 대회에서 우승한후, 그녀는 코치 파트리스 시프렐리의 충고에 따라 사이클로 전향했다. 몇 개월 만에 롱고는 21세의 나이로 프랑스 선수권 대회 도로 경주에서 우승했다. 그녀는 도로 경주와 트랙 경주에서 모두 활약했다.
1987년 9월에 롱고는 콜로라도스프링스에서 3km의 세계 기록을 세운후에 에페스트린의 양성 반응을 보였다. 그녀는 도핑 위반으로 1개월 동안의 선수 자격 정지 징계를 받았다.
롱고는 1996년 애틀란타 올림픽 개인 도로에서 금메달을 땄다.
롱고의 키는 164cm이고 몸무게는 47kg이다.